# Résolution 2067 du Conseil de sécurité des Nations unies
 (septembre 2024).
Si vous disposez d'ouvrages ou d'articles de référence ou si vous connaissez des sites web de qualité traitant du thème abordé ici, merci de compléter l'article en donnant les références utiles à sa vérifiabilité et en les liant à la section « Notes et références ».
Membres permanents
- Chine
- États-Unis
- France
- Royaume-Uni
- Russie

Membres non permanents
- Afrique du Sud
- Allemagne
- Azerbaïdjan
- Colombie
- Guatemala
- Inde
- Maroc
- Pakistan
- Portugal
- Togo

Résolution no 2066 Résolution no 2068
La résolution 2067 est une résolution du Conseil de sécurité de l'ONU qui a été votée le 18 septembre 2012 concernant la situation en Somalie et qui:
- exprime sa volonté de travailler avec les nouvelles autorités somaliennes,
- souligne le rôle décisif que ces nouvelles autorités auront à assumer,
- se déclare préoccupé par les irrégularités qui se sont produites lors de la nomination des membres du nouveau parlement,
- insiste sur le fait que nouvelles institutions doivent voir le jour en concertation avec les organes régionaux,
- souligne la nécessité pour les nouvelles institutions d'œuvrer pour la réconciliation dans le pays,
- réaffirme sa volonté de prendre des mesures envers les personnes qui menacent la paix,
- demande aux autorités somaliennes de mettre en place un système financier stable,
- réaffirme le rôle des femmes dans la prévention des conflits,
- rappelle ses résolutions passées sur le sujet, félicite le travail accompli par la mission antérieurement mise en place et demande aux autorités somaliennes d'achever la restructuration de ses forces de sécurité,
- se félicite de l'appui de l'Union africaine à l'AMISOM,
- Se réjouit de la signature du Plan national de sécurité et demande aux états membres de soutenir la stabilisation des instances qui pourront garantir la sécurité du pays,
- encourage les états membres à lutter contre la piraterie,
- réaffirme la nécessité de garantir les droits de l'homme et condamne toutes les actions contraires à ces droits,
- décide de rester saisi de cette question.

## Texte
- Résolution 2067 Sur fr.wikisource.org
- Résolution 2067 Sur en.wikisource.org